# Игуана-носорог
Игуа́на-носоро́г (Cyclura cornuta) — вид циклур из семейства игуановых.
Общие длина достигает 1,2 м, масса от 4,5 до 9 кг. Наблюдается половой диморфизм — самцы больше самок. Окраска тела от серого до коричневого цвета. Голова короткая, имеет тупую форму. Лапы сильные, хвост плоский, расположенный вертикально. На верхней стороне морды имеются три больших конусообразных чешуи вроде рогового выроста. По бокам имеются шипы. Самцы имеют жировую подушку в виде шлема на затылочной части головы.
Любит скалистую местность, редколесья, иногда сухие леса. Быстро бегает. При опасности пытается сбежать. Впрочем, может хорошо защищаться благодаря прочным зубам, толстому хвосту. Питается листьями, побегами, плодами растений.
Яйцекладущая ящерица. У самцов половая зрелость наступает в возрасте 4—5 лет, у самок — 2—3 года. Спаривание происходит с мая по июнь и продолжается в течение 2—3 недель. Самки откладывают 2—34 яйца. Через 85 дней появляются молодые игуаны.
Продолжительность жизни в природе составляет 25 лет, в неволе — до 40 лет.
Местное население употребляет мясо этих животных в пищу.
Обитает на острове Гаити и расположенных рядом островах.
Подвид Cyclura cornuta onchiopsis, эндемичный для острова Навасса, считается вымершим с 1966 года.